# Traité de Medina del Campo (1431)
Pour les articles homonymes, voir Traité de Medina del Campo.
Le traité de Medina del Campo est signé le 30 octobre 1431. Il s'agit d'un traité de paix entre la couronne de Castille et le royaume du Portugal. Le texte est ratifié à Almeirim en janvier 1432.
Le traité met fin à une longue période de confrontations entre les deux pays, qui remonte à la crise portugaise de 1383-1385, et rétablit le commerce entre les deux pays réconciliés.